# Thyreodon boliviae
Thyreodon boliviae är en stekelart som beskrevs av Morley 1912. Thyreodon boliviae ingår i släktet Thyreodon och familjen brokparasitsteklar. Inga underarter finns listade i Catalogue of Life.